# Aniculus hopperae
Aniculus hopperae är en kräftdjursart som beskrevs av McLaughlin och J. P. Hoover 1996. Aniculus hopperae ingår i släktet Aniculus och familjen Diogenidae. Inga underarter finns listade i Catalogue of Life.